# Canon de 12,7 cm/50 Type 3
Le canon de 12,7 cm/50 Type 3 est un canon naval de moyen calibre de la marine impériale japonaise utilisé pendant la Seconde Guerre mondiale. Ce fut l'arme standard des destroyers japonais entre 1928 et 1944 (sauf pour les classes Akizuki et Matsu).
Après la fin de la Seconde Guerre mondiale, le canon fut exporté via les deux destroyers japonais cédés à l'Union soviétique et à la République de Chine à titre de réparations de guerre.